# Muniz Freire
Muniz Freire là một đô thị thuộc bang Espírito Santo, Brasil. Đô thị này có diện tích 679,922 km², dân số năm 2007 là 17718 người, mật độ 26,06 người/km².